# Antônio Eudes Xavier
Antonio Eudes Xavier (Fortaleza, 11 de setembro de 1964) é um comerciário e político brasileiro, filiado ao Partido dos Trabalhadores, exerceu o mandato de deputado federal pelo estado do Ceará entre 2007 e 2015.
Em 2014, tentou a reeleição, mas conseguiu apenas 35.952 votos e ficou na suplência.
Nas eleições municipais de 2020, foi candidato a vereador de Fortaleza, mas conseguiu apenas 2.746 votos e ficou como quarto suplente de seu partido. 